# یوری مارماریان
یوری گیگولی مارماریان (ارمنی: Յուրի Գիգոլի Մարմարյան؛  زادهٔ ۱۶ سپتامبر ۱۹۴۲) دام‌پزشک اهل ارمنستان است.

## زندگی‌نامه
وی در ۱۶ سپتامبر ۱۹۴۲ در نویمبریان به دنیا آمد و از انستیتو دام‌پروری و دام‌پزشکی ایروان (۱۹۶۱) فارغ‌التحصیل گشت. همچنین برندهٔ جوایزی همچون نشان آنانیا شیراکاتسی (۲۰۰۲) شده است.

## یادداشت
1. ↑  գյուղատնտեսական գիտությունների դոկտոր
2. ↑  ընտրասերիչ